# Gyíkpohár
A gyíkpohár (Blackstonia) a tárnicsfélék (Gentianaceae) családjának egyik növénynemzetsége.

## Fajai
8 faj tartozik ide:
- Blackstonia acuminata – kései gyíkpohár – Magyarországon védett;
- Blackstonia citrina,
- Blackstonia glandiflora,
- Blackstonia grandiflora,
- Blackstonia imperfoliata,
- Blackstonia intermedia,
- Blackstonia perfoliata – átnőttlevelű gyíkpohár,
- Blackstonia serotina.